# Südwestpark

Gebäude Südwestpark

Der Südwestpark im Nürnberger Stadtteil Gebersdorf nördlich des Bahnhofs Nürnberg-Stein/Südwestpark ist ein seit Anfang der 1990er Jahre bestehender Businesspark. Hier sind Unternehmen aus dem Mittelstand, aber auch internationale Unternehmensgruppen zahlreicher Branchen angesiedelt. Der Businesspark umfasst rund 14 Hektar. Etwa 230 Unternehmen bieten über 8000 Arbeitsplätze.
Auf dem Gelände befinden sich unter anderem das Studio des Privatsenders Franken Fernsehen, sowie Zweigniederlassungen der Direktbank ING, der Techniker Krankenkasse und des Mobilfunknetzbetreibers Telefónica Germany (O2). Weiterhin gibt es im Südwestpark ein integriertes Nahversorgungszentrum, Ärzte, ein Hotel mit Tagungsräumen, diverse Gastronomie-, Sport- und Fitnesseinrichtungen, Supermarkt, Friseur, Physiotherapie und eine Kinderkrippe. Parkplätze sind in den vier Parkhäusern und Tiefgaragen zu finden.
Der Südwestpark, der von einer Grünlandschaft rund um die Gewerbeimmobilien geprägt ist, liegt direkt am Westufer des Main-Donau-Kanals, die Anschlussstelle der parallel verlaufenden Südwesttangente ist über eine Brücke erreichbar.